# Sextus Curvius Lucanus
Sextus Curvius Lucanus (fl. 73) était un homme politique de l'Empire romain.

## Biographie
Fils de Sextus Curvius Tullus et de sa femme Dasumia, fille d'un Dasumius et sœur de Lucius Dasumius Tuscus, marié avec Aelia Hadriana, sœur de Publius Aelius Hadrianus Afer.
Il fut consul en 73.
Il se maria avec Curtilia Mancia, fille de Titus Curtilius Mancia.